# シバンムシアリガタバチ
シバンムシアリガタバチ（Cephalonomia gallicola）はハチ目（膜翅目）・アリガタバチ科に属する寄生バチの一種。雌は体長約2 mm、雄は1.5 mm。体色は赤褐色で光沢がある。
雌は無翅だが雄は有翅型と無翅型がある。
害虫であるタバコシバンムシやジンサンシバンムシの幼虫に寄生して殺害する天敵である。しかしシバンムシアリガタバチもまた、人間の皮膚を刺し（刺す針を持っているのは雌のみ）、痛みや腫れ、かゆみを引き起こすので害虫とみなされる。
鉄筋高層住宅や食品工場内でもしばしば発生する。
春から秋にかけて活動し年に4 - 5回発生し雄は数日の寿命であるが雌は数か月生存し100個余り産卵する。10月以降に羽化した雌成虫はそのまま越冬する。
卵は0.3 mmほどで室温25℃だと幼虫期は4 - 5日程度だが蛹期は10 - 12日程度で22 - 25日程度で羽化する。なお15℃以下だと発育を停止する。